# Ditaxis heterantha
Ditaxis heterantha är en törelväxtart som beskrevs av Joseph Gerhard Zuccarini. Ditaxis heterantha ingår i släktet Ditaxis och familjen törelväxter. Inga underarter finns listade i Catalogue of Life.